# Xã Middlebury, Quận Tioga, Pennsylvania
Xã Middlebury (tiếng Anh: Middlebury Township) là một xã thuộc quận Tioga, tiểu bang Pennsylvania, Hoa Kỳ. Năm 2010, dân số của xã này là 1.285 người.